# Neoseiulus leigongshanensis
Neoseiulus leigongshanensis är en spindeldjursart som först beskrevs av Wu och Lan 1989.  Neoseiulus leigongshanensis ingår i släktet Neoseiulus och familjen Phytoseiidae. Inga underarter finns listade i Catalogue of Life.